# Jean-Claude Mignaçabal
Pour les articles homonymes, voir Mignaçabal.
Pas d'image ? Cliquez ici

a Compétitions nationales et continentales officielles uniquement.

b Matchs officiels uniquement.
Jean-Claude Mignaçabal, né le 6 mars 1944 à Mauléon-Licharre et mort le 23 août 2016 à Romans-sur-Isère, est un joueur français de rugby à XV, ayant évolué au poste de demi de mêlée.
Il est le père de Claude Mignaçabal.

## Biographie
Jean-Claude Mignaçabal joue presque toute sa carrière à l'US Romans Péage entre 1961 et 1979.
Il arrive en effet en provenance de Mauléon à l'âge de 17 ans et est rapidement intégré en équipe première de l'US Romans Péage qui joue en première division.
Pour son premier match contre Montferrand le 15 Octobre 1961, il inscrit l'essai de la victoire de son équipe 8-5.
Bon buteur, il est classé cinq fois en six saisons dans les meilleurs demis de mêlée du championnat par le Midi Olympique entre 1964 et 1969 avant d'être retenu avec la sélection française contre l'Australie, en novembre 1971.
Avec Romans, il dispute la demi-finale du championnat de France 1977 et la demi-finale du Challenge Yves du Manoir 1979 avant de mettre fin à sa carrière.
Il donne son nom à la tribune sud du stade Marcel-Guillermoz au printemps 2018.

## Palmarès
- Championnat de France de première division :
  - Demi-finaliste (1) : 1977
- Challenge Yves du Manoir :
  - Demi-finaliste (1) : 1979